# 키베르치

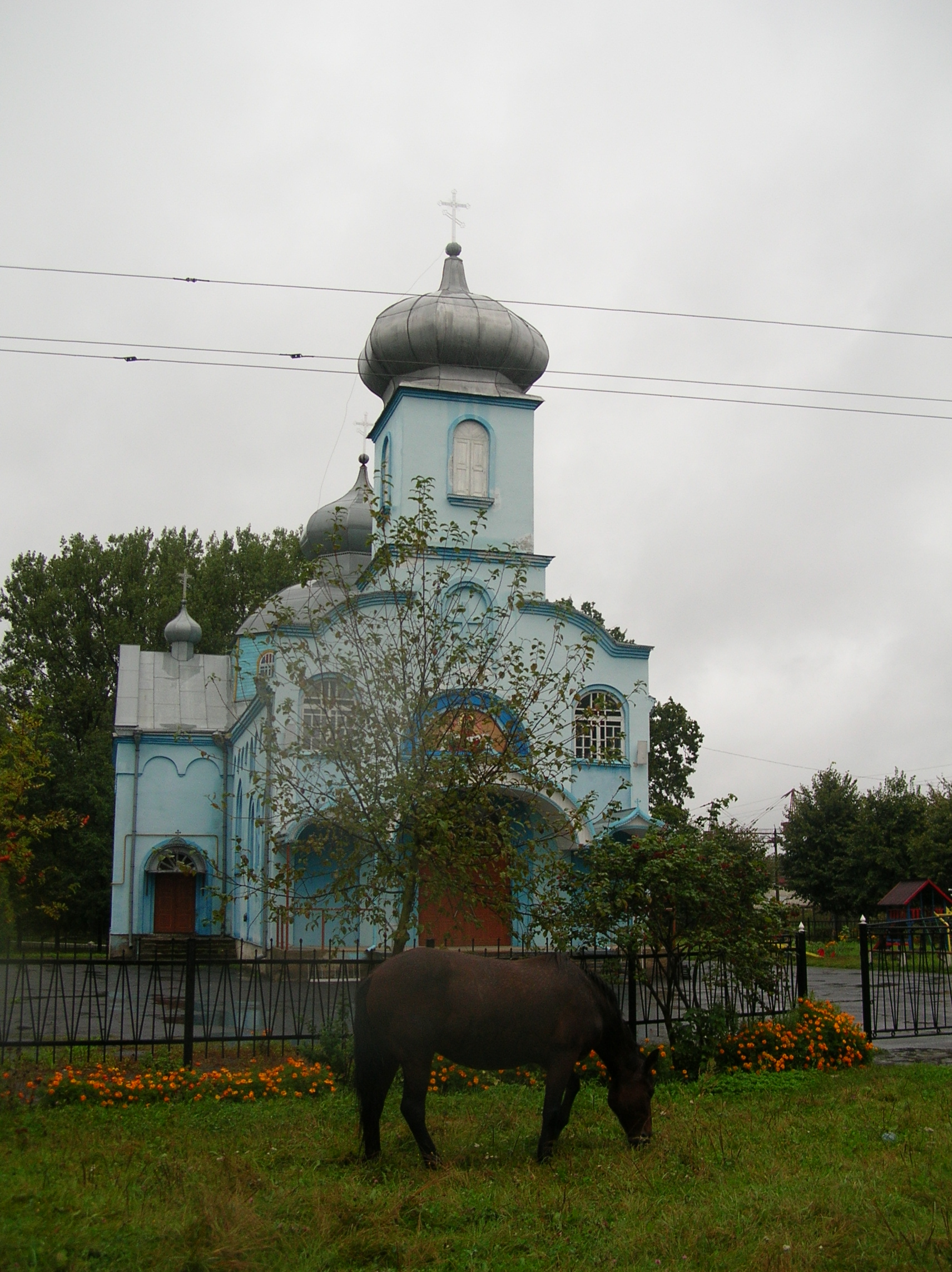
키베르치

키베르치(우크라이나어: Ківерці, 러시아어: Киверцы, 폴란드어: Kiwerce)는 우크라이나 볼린주에 위치한 도시로 면적은 8.48km2, 높이는 194m, 인구는 14,916명(2011년 기준), 인구 밀도는 1,759명/km2이다. 1870년에 신설되었으며 시로 승격된 시기는 1951년이다.